# Saga Sarkola
Saga Sarkola (* 1994 in Finnland) ist eine finnische Schauspielerin.

## Leben und Karriere
Saga Sarkola wurde 1994 in Finnland geboren. Sie ist die Tochter der Schauspielerin Jonna Järnefelt und des Schauspieler-Theaterregisseurs Asko Sarkola. Sarkolas Halbgeschwister Sampo Sarkola und Milja Sarkola, arbeiten ebenfalls als Schauspieler. Sie studierte an der Universität Tampere. Ihr Debüt gab sie 2009 in dem Film Täällä Pohjantähden alla. Anschließend spielte sie 2010 in dem Film Priest of Evil die Hauptrolle. Von 2914 bis 2016 trat Sarkola in der Fernsehserie Vettä sakeampaa auf. Außerdem wurde sie 2018 für den Film Veljeni vartija gecastet. Zudem spielte sie 2022 in der Serie Sininen enkeli die Hauptrolle.

## Filmografie (Auswahl)
Filme
- 2009: Täällä Pohjantähden alla
- 2010: Priest of Evil
- 2015: Onnesta
- 2017: Saattokeikka
- 2017: Viraali
- 2018: Veljeni vartija
- 2019: Marian paratiisi
- 2020: Tove
- 2021: Veden vartija

Serien
- 2014: Tellus
- 2014–2016: Vettä sakeampaa
- 2019: Bordertown
- 2020: Paras vuosi ikinä
- 2020: Vettä sakeampaa
- 2022: Sininen enkeli